# Třída Ula
Třída Ula je třída diesel-elektrických ponorek norského královského námořnictva specializovaných pro operace při pobřeží Norska. Třída byla vyvinuta jako společný norsko-německý projekt a patří mezi nejtišší a nejobratnější ponorky na světě. Postaveno bylo šest jednotek, které jsou všechny v aktivní službě. Životnost ponorek má skončit ve 20. letech 21. století. Nahradit je mají čtyři ponorky odvozené od německého typu 212.

## Pozadí vzniku

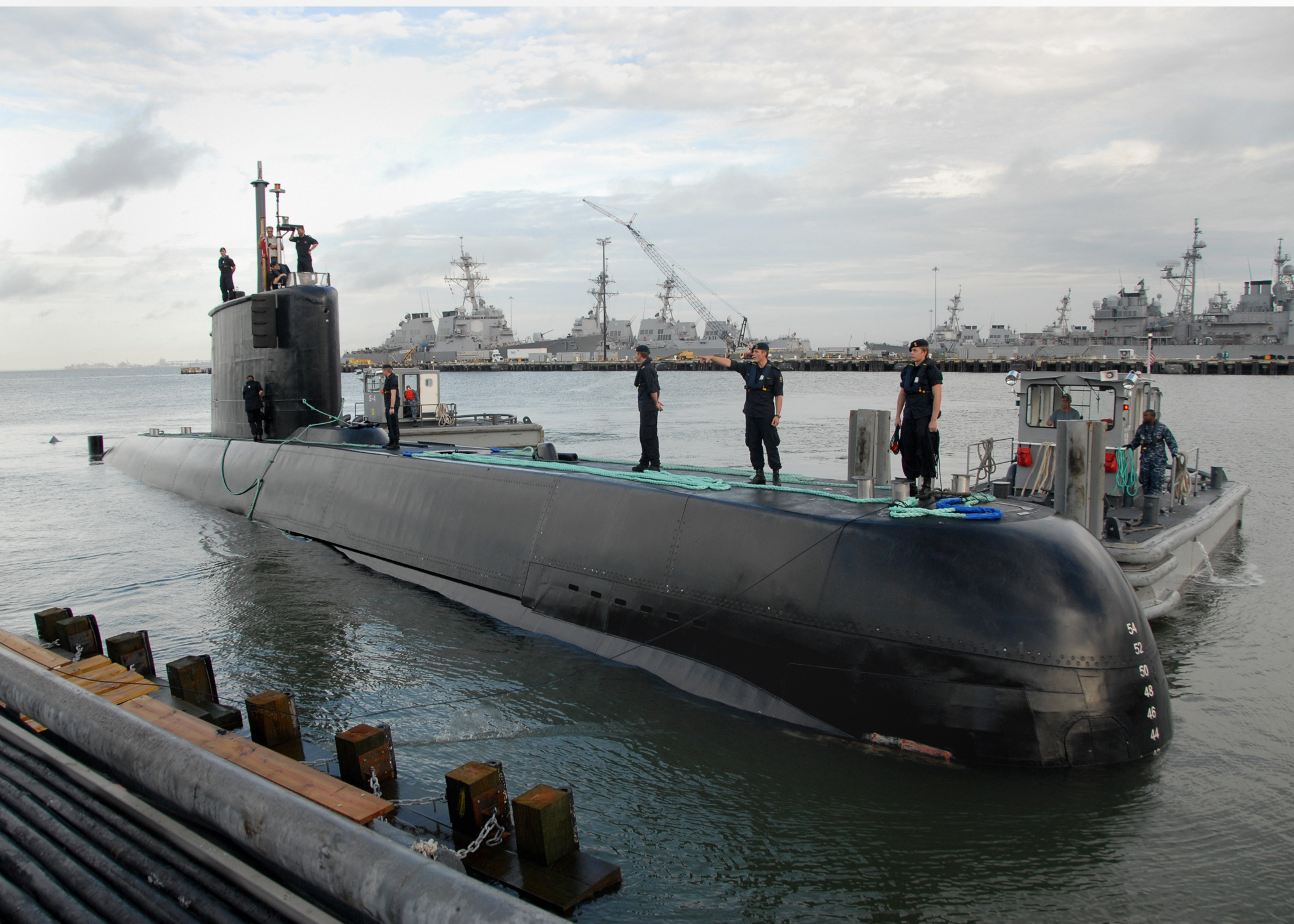
Ponorka Utvær (S303) na návštěvě americké námořní základny v Norfolku

Stavba nové třídy ponorek, nahrazující dosavadní patnáctičlennou třídu Kobben, byla objednána roku 1982. Realizace projektu přitom byla společným norsko-německým projektem (v Německu ponorky nesou označení typ 210). Stavba ponorek probíhala v loděnicích Thyssen Nordseewerke v Emdenu, přičemž část jejich komponentů byla vyrobena v Norsku. Stavba první jednotky byla zahájena v roce 1987 a v letech 1989–1992 do služby vstoupilo šest ponorek této třídy, pojmenovaných Ula (S300), Utsira (S301), Utstein (S302), Utvær (S303), Uthaug (S304) a Uredd (S305). Opce na dva další kusy nebyla využita.
Jednotky třídy Ula:
| Jméno          | Spuštěna           | Vstup do služby    | Status   |
| -------------- | ------------------ | ------------------ | -------- |
| Ula (S300)     | 28. července 1988  | 27. dubna 1989     | Aktivní. |
| Utsira (S301)  | 21. listopadu 1991 | 30. dubna 1992     | Aktivní. |
| Utstein (S302) | 25. dubna 1991     | 14. listopadu 1991 | Aktivní. |
| Utvær (S303)   | 19. dubna 1990     | 8. listopadu 1990  | Aktivní. |
| Uthaug (S304)  | 18. října 1990     | 7. května 1991     | Aktivní. |
| Uredd (S305)   | 22. září 1989      | 3. května 1990     | Aktivní. |

## Konstrukce

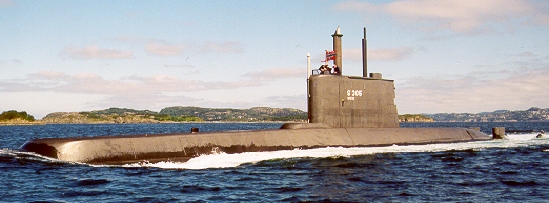
Utvær (S303)

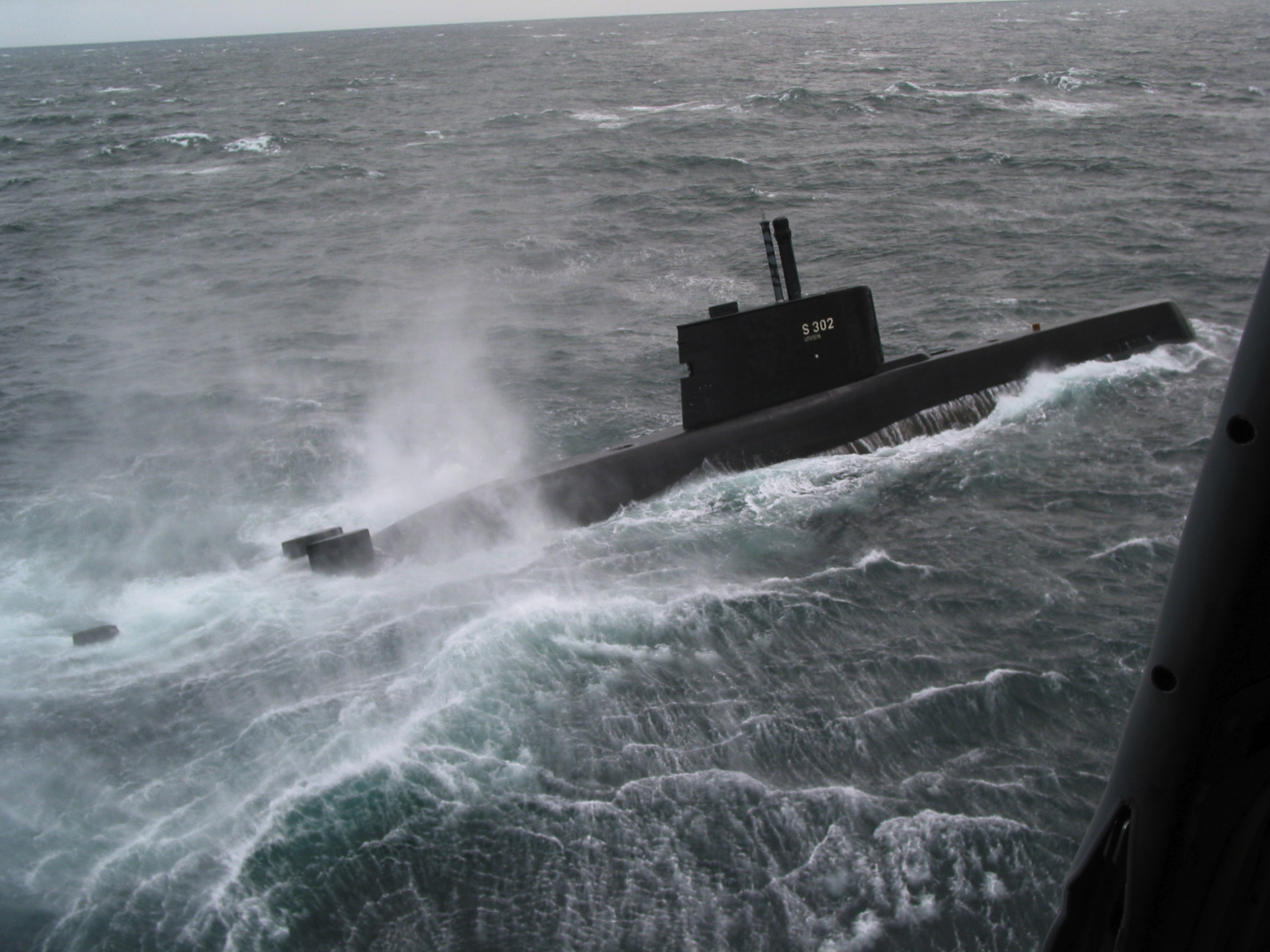
Ponorka Utstein (S302) v Severním moři

Převážná část trupu a pohonný systém jsou německého původu, vlastní vybavení je směsí francouzských, německých a norských systémů. Norský je systém řízení palby a velitelský systém je typu Konsberg MSI-90U (je používán i na německých ponorkách typu 212A), francouzská společnost Thomson-CSF dodala nízkofrekvenční boční pasivní sonarové pole a německá firma Atlas Elektronik dodala útočný sonar CSU 83. Navičační radar je typu Kelvin Hughes 1007.
Výzbroj ponorek tvoří osm 533mm torpédometů, do kterých je neseno 14 dvouúčelových, vodičem naváděných, torpéd Atlas Elektronik DM2A3 Seehecht. Torpéda mají dosah až 28 km. Pohonný systém tvoří dva diesely MTU 16V 396 SB83 a jeden elektromotor Siemens. Výkon pohonného systému je 6 000 shp. Nejvyšší rychlost ponorek je 11 uzlů na hladině a 23 uzlů pod hladinou.
V roce 2006 byl zahájen program modernizace třídy Ula, který má zajistit jejich efektivní provoz alespoň do roku 2020. Úpravy budou prováděny s pomocí loděnice Howaldtswerke-Deutsche Werft (HDW), přičemž modernizováno má být na 60 systémů každé z ponorek. Ponorky budou vybaveny novými radary, sonarem, periskopy, komunikačními a elektronickými systémy.